# تاد کمارنیکی
تاد کُمارنیکی (انگلیسی: Todd Komarnicki؛ زادهٔ ۱۹ اکتبر ۱۹۶۵) کارگردان، تهیه‌کننده، و نویسنده اهل ایالات متحده آمریکا است. وی از سال ۲۰۰۳ میلادی تاکنون مشغول فعالیت بوده است.

## فیلم‌شناسی
| سال  | فیلم                 | به‌عنوان  | به‌عنوان | به‌عنوان   | توضیحات |
| سال  | فیلم                 | کارگردان | نویسنده | تهیه‌کننده | توضیحات |
| ---- | -------------------- | -------- | ------- | --------- | ------- |
| ۲۰۰۳ | مقاومت               | آری      | آری     |           |         |
| ۲۰۰۳ | الف                  |          |         | آری       |         |
| ۲۰۰۷ | کاملاً غریبه          |          | آری     |           |         |
| ۲۰۰۸ | ملاقات دیو           |          |         | آری       |         |
| ۲۰۱۶ | سالی                 |          | آری     |           |         |
| ۲۰۱۹ | پروفسور و مرد دیوانه |          | آری     |           |         |
| ۲۰۲۴ | بونهوفر              | آری      | آری     | آری       |         |